# 霍特涅茨區

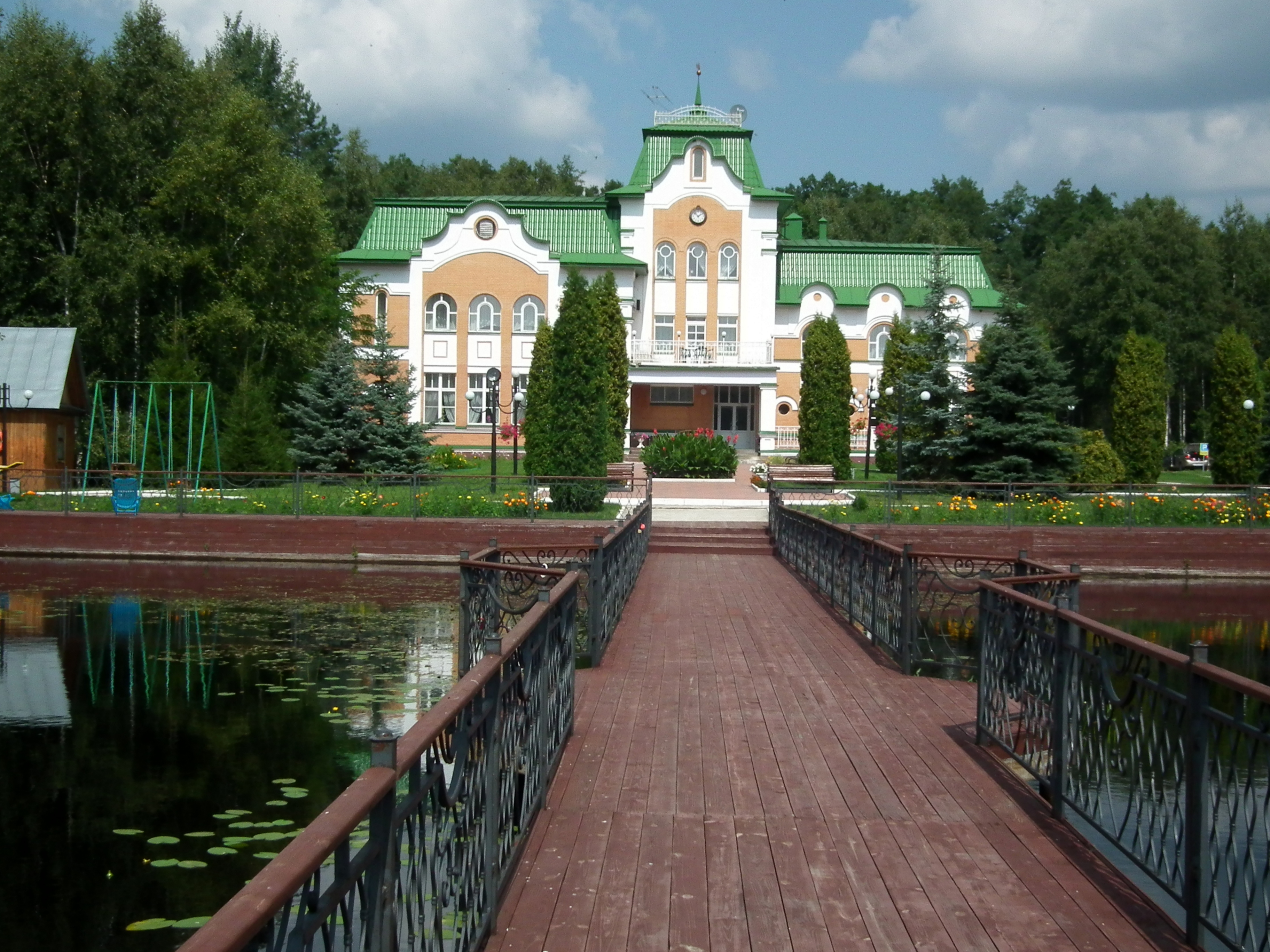

53°07′48″N 35°24′00″E / 53.13000°N 35.40000°E
霍特涅茨區（俄语：Хотынецкий район），是俄羅斯的一個區，位於該國西南部，由奧廖爾州負責管轄，面積791.3平方公里，2010年人口10,183，人口密度每平方公里12.87人。